# قانون مورفی (فیلم)
قانون مورفی فیلمی در ژانر کمدی و اکشن به کارگردانی رامبد جوان و تهیه کنندگی محمد شایسته است که در ۱۲ دی ۱۳۹۷ به روی پرده سینماها رفت.

## خلاصه داستان
بنا به اتفاقاتی فرخ (امیر جدیدی) از اداره پلیس اخراج می‌شود و مجبور است با مشکلاتی همانند جهیزیه خواهرش و مهریه زنش دست و پنجه نرم کند. در همین کشمکش‌های زندگی، دخترِ دوستش بهمن (امیر جعفری) که قبلاً همکارش بوده و فردی پول‌دار است ربوده می‌شود.
بهمن قول می‌دهد که اگر فرخ به کمکش بیاید و دخترش را پیدا کند تمام مشکلات مالی فرخ را حل می‌کند، فرخ هم با قبول این پیشنهاد به کمک بهمن می‌آید. فرخ به قوانینی تحت عنوان قانون مورفی اعتقاد دارد و معتقد است همواره دنیا با او دست لج دارد. طی بررسی‌ها بالاخره بهمن و فرخ متوجه قضیه شده و درمی‌یابند سارق یکی از دوستان قدیمی بهمن است و …

## بازیگران
| بازیگر          | نقش                  | توضیحات                    |
| --------------- | -------------------- | -------------------------- |
| امیر جدیدی      | فرخ                  | نقش اصلی                   |
| امیر جعفری      | بهمن                 | دوست فرخ                   |
| مهسا طهماسبی    | مهسا                 | خواهر آرش                  |
| رامبد جوان      | منوچهر، ادوارد مورفی | زندانی فراری، قوانین مورفی |
| هادی کاظمی      | احمد                 | همکار فرخ                  |
| سروش صحت        |                      | رئیس فرخ                   |
| سیروس گرجستانی  | پیرمرد               |                            |
| آناهیتا درگاهی  | شهره                 | همسر سابق فرخ              |
| دانیال غفارزاده | آرش                  | برادر مهسا                 |
| ارشا اقدسی      | دلقک                 | فراری از دست پلیس          |
| ناهید مسلمی     |                      | مادر فرخ                   |
| محمد شیری       | سرایدار              |                            |
| محمد معتضدی     |                      | همکار فرخ                  |
| بهزاد قدیانلو   | معتاد                |                            |
| ندا عقیقی       | فرنگیس               | خواهر فرخ                  |
| کریم امینی      | پیرمرد               |                            |
| سعید نعمتی      |                      | اسباب‌بازی فروش             |
| حسین شاهرخ‌نیا   | معتاد                |                            |
| قباد شاپوری     |                      | گروگان بهمن                |
| مانیا عمونژاد   | سارا                 | دختر بهمن                  |
| آبتین یغمائیان  | فرهاد                | برادر فرخ، درامرز          |
| فرشید ناصری     |                      | ترومپت                     |
| میلاد صادقی     |                      | گیتار بیس                  |
| مهناز افشار     | حضور افتخاری (صدا)   |                            |

## جوایز
| بخش                      | نامزد         | نتیجه | جایزه         |
| ------------------------ | ------------- | ----- | ------------- |
| بهترین صداگذاری          | حسین ابوالصدق | نامزد | تندیس شایستگی |
| بهترین جلوه‌های ویژه بصری | جواد مطوری    | نامزد | تندیس شایستگی |

### سی و هفتمین دوره جشنواره فیلم فجر
| بخش             | نامزد         | نتیجه    | جایزه        |
| --------------- | ------------- | -------- | ------------ |
| بهترین عکس فیلم | مریم تخت‌کشیان | نامزدشده | سیمرغ بلورین |

### نوزدهمین دوره جشن دنیای تصویر
| قسمت                      | نامزد       | نتیجه    |
| ------------------------- | ----------- | -------- |
| بهترین فیلم               | محمد شایسته | نامزدشده |
| بهترین فیلمبرداری         | حسین جلیلی  | نامزدشده |
| بهترین تدوین              | میثم مولایی | نامزدشده |
| بهترین دستاورد فنی و هنری | جواد مطوری  | نامزدشده |